# ウィン (鉄道模型メーカー)
株式会社ウィン(WIN)はかつて存在した企業で、無線操縦模型やエアーガンを中心とした総合模型卸問屋。埼玉県三郷市に本社を置いていた。

## 概要
元々は総合模型卸問屋であったが、1990年代末期にNゲージ鉄道模型業界へ参入、車両や車両ケースの企画を手がけ、発売していた。末期には鉄道玩具へも参入した。
自社のウェブサイトを持っていたが、2003年頃にドメイン名登録の契約が切れて閲覧できない状態が続き、そのまま復旧することなく事実上閉鎖された。
末期は鉄道模型雑誌の広告から姿を消し、鉄道車両類は新製品も再生産もなく、車両ケースの方が販売の主力となっていた。鉄道玩具へも参入し再起を賭けたが、2008年、本業不振のため倒産した。

## 製品
車両はキハ55系 、101系、103系（0・1000・1200番台初期型）、113系（0'番台冷房量産車）、115系（300番台）、クモユニ143・147といった国鉄型が主体だった。
当初は塗装済み完成品のみで、キハ55系以外は床下機器・室内をTOMIXに頼っていた。そのため、TOMIXの前尾灯ユニット、室内灯ユニットがそのまま転用できた。
製品は、関水金属（KATO）やTOMIXのと比べて割高な価格設定であったり、実車と仕様が異なっていたりしていたため、市場の評価は芳しいものではなかった。具体的には以下のような例が挙げられる。101系は床下機器・室内にTOMIX 113系を用いていたため、車体が幅広くデフォルメされていた。103系1000番台常磐緩行線色は、103系1200番台とボディを共用していたため、実車と異なり乗務員室直後に戸袋窓があった他、本来ならば特徴づける点である屋上への昇降ステップやドアコック蓋の形態も異なっていた。113系や115系は、実車にはないカラーリングが施されていた（後に「タイプ」と銘打つようになった）。キハ55系は、プラスチック・インジェクション（射出成型）量産品であるにもかかわらず、動力車が設定されなかった。
後に廉価版のe-kitシリーズを展開した際には、自社製の床下機器・室内（前尾灯・室内灯非対応）を開発し、採用した。また、販売形態も複数両セット売りではなく、単品売り、塗装済みキット、未塗装キットへと変わった。
また、車両ケースも各種販売していた。なお、車両ケースについては現在は製造元の四八がCASCOブランドで販売を継承している。